# 狙擊之神2
《狙擊之神2》是一款由Rebellion Developments开发，2012年发行的第三人稱战术射擊遊戲。游戏由505游戏大街发行于PlayStation 3，Wii U和Xbox 360平台，开发商自行于Microsoft Windows平台发布。本作是2005年游戏《狙擊之神》的重製版。游戏以1945年4月到5月的二戰柏林之戰为背景，在游戏中玩家将扮演盟軍戰略局軍官，在苏联红军入侵的情况下抓獲德國V-2火箭科學家。
本作的高畫質重製版預計於2019年在PlayStation 4、Xbox One與任天堂Switch平台推出，台港地區也將推出繁簡中文版。
游戏的续作《狙击精英III》已于2014年发布。

## 游戏玩法
《狙击精英V2》是一款第三人称战术射击游戏，强调非正面接触的战斗，鼓励玩家作为狙击手潜入后方并与敌人保持距离，单人关卡为玩家设计了多个路径包括多层建筑和街道来获得有利位置。游戏背景为第二次世界大战，玩家可以使用二战时期的武器，其中狙击步枪是游戏的主要武器，其他武器包括冲锋枪和手枪等。除手榴弹外，玩家还可以部署他们的诡雷，地雷和炸药。双筒望远镜可以用来标记敌人，为玩家显示他们的位置和行动。当使用狙击步枪时，某些因素可以决定射击的效果，这需要考虑真实的弹道，包括风向、强度和子弹由于重力的下移。子弹可以弹离表面或目标从而击中其他东西。玩家可以蹲下或躺下或用深呼吸来稳定弹道，在一定情况下玩家可触发子弹时间的效果。当玩家角色被发现时，其最后的动作和位置会被敌人标记为白色，此时玩家应迅速逃离该地区，并避免被敌人进一步的侦查发现。
游戏的主要特色是加入了“X射线击杀特写（X-Ray Kill Cam）”，其特点是：当玩家能够集中敌人的特定部位时，比如头、胸、心脏……射出去的子弹就会进行“子弹时间”的镜头特写，同时通过类似于解剖学“X射线”的模式来慢放被击中的器官和骨骼爆裂的瞬间。玩家也可以射击敌人自己的手雷引发爆炸，通过射击目标燃料罐和活塞来对付军用车辆。本作也将在短暂显示距离以及其他信息，如是否敌人头部中枪或移动目标击杀。

### 多人游戏
《狙击精英V2》支持在线多人游戏，玩家将会参与一系列游戏模式。“Kill Tally”是其中一种模式，两名玩家需要在一个封闭的、无限弹药的环境中面对源源不断的敌军和车辆，争取更高的击杀数。“Bombing Run”模式中，玩家必须搜索环境，在整个区域被轰炸之前完成对汽车的修理从而脱逃。“Overwatch”中两名玩家需分工合作，一名负责用望远镜标记敌人，另一名负责击杀。除了不同的游戏模式，在单人战役中也可以使用两名玩家。不过Wii U版并无多人游戏，排行榜和合作模式。

## 剧情
游戏主角为美国战略情报局特工及狙击手卡尔·费尔伯恩（Karl Fairburne）中尉。他渗透进1945年的柏林，在二战的最后几天，通过回纹针行动抓捕德國V-2火箭科學家，他将同时面临纳粹和苏联两个对手。
该任务始于费尔伯恩刺杀试图投奔苏联的德国少将汉斯·冯·艾森伯格，不久后，他收到命令要求其干掉Gunther Kreidl博士，一个即将被车队送出城的纳粹科学家。设置埋伏后，费尔伯恩拿到医生的个人文件后逃脱，其文件揭露了V-2火箭计划，包括其他科学家的详细位置。作为战区内唯一的美国人，他渗透到郊区V-2的生产设施，寻找另一名科学家施魏格尔博士（Dr. Schwaiger）。费尔伯恩得知他原来计划破坏设施并逃到美国。美国情报机构送他到Opernplatz，但那里已被苏军完全占领。在苏联和德国人战斗期间，费尔伯恩偷偷营救了施魏格尔。然而在随后的交火中，施魏格尔身受重伤，在临死前他说出，“沃尔夫（Wolff ）有一个计划”和未知单词“塔崩”。此事后费尔伯恩继续跟踪和消灭剩余的科学家。
由于没有V-2发射场的位置，费尔伯恩搜索了苏军司令部。他搜到的文件显示塔崩实际上是一种通过V-2火箭承载的神经毒气。作为最后的挣扎，沃尔夫计划将火箭发射至伦敦。由于只有该处位于柏林以外的信息，费尔伯恩计划进入沃尔夫的办公室，然而他到时办公室已被破坏，但费尔伯恩找到一个笔记本，得知沃尔夫准备从机场逃离。费尔伯恩检索地图，到达V-2存储处，并在其启动前摧毁了火箭弹。由于只有沃尔夫逃离，费尔伯恩又回到了勃兰登堡门。费尔伯恩爬向高处，杀死了汽车中的沃尔夫。费尔伯恩认为二战已经结束，但冷战才刚刚开始，而他是参与的第一个士兵。

## 开发
2011年，Rebellion宣布其将与505游戏大街联合出品此游戏。在即将发布的2012年5月，本作被形容为“重启之作”而不是续作。最初的版本只包括Xbox360和PlayStation 3，没有PC版，这引起了PC用户的强烈反响。Rebellion于是宣布通过商店和Steam自行发布此游戏的PC版。2013年2月5日，Rebellion称此游戏的Wii U版正在开发中。
2012年10月12日，游戏的第二个零售版在PC上发布，称为“最高司令部版”。该版本包含该游戏的更新版，之前的预购奖励“刺杀元首”，新的多人地图及模式和早先未发行的单人任务及武器，许多细节都将在网上陆续公布。2013年3月15日，PC版发布“珍藏版”，包括游戏本体、之前的所有DLC、全彩色画集和狙击精英1代。在同月重新发布的PS3和360版中（欧洲为“年度版”北美为“银星版”）只包含了DLC。
本作已通过AMD宽域技术验证。

## 追加下载内容
2013年2月18日，《狙击精英：纳粹僵尸部队》做为游戏的独立资料片发布。本作同样由Rebellion开发，使用和《狙击精英V2》相同的引擎，采用相同的机制和玩法但却呈现完全不同的游戏模式（包括单人和多人模式）。剧情讲述了二战末期，希特勒放出一个由僵尸组成的超级部队，造成了纳粹的不死。游戏有单人模式和与最多四名玩家联机的合作模式，每个关卡都有安全处，让玩家购买武器和弹药来抵御不同类型的僵尸。续作《狙击精英：纳粹僵尸部队2》于2013年10月31日发布，玩家要寻找Sagamartha遗迹的碎片，并且将面临新的、更致命的敌人。另一续作《僵尸部队三部曲》于2015年3月6日在Microsoft Windows、PlayStation 4和Xbox One发布，包含之前两部作品的重制版。

## 评价
GameRankings和Metacritic的评分分别为：PlayStation 3版71.68%和70/100，Xbox 360版68.76%和67/100，PC版65.71%和66/100，Wii U版58.40%和58/100。
本作已在Steam上售出50万份。